# Re-Cod3d
Re-Cod3d er det tredje album fra det danske folktronicaband Valravn. Albummet er et remixalbum, og det blev udgivet i 2011. Det blev gruppens sidste album, da flere medlemmer forlod bandet i 2011, og den senere gik i opløsning i 2013.
Re-Cod3d består af numre fra Valravns to tidligere, der er blevet remixet eller genindspillet af forskellige kunstnere. Dette tæller bl.a. Søren Bendixen fra Sorten Muld og Kenneth Bager.
Albummet blev godt modtaget af anmelderne, og det fik fem ud af seks stjerne i musikmagasinet GAFFA.

## Spor
1. "Koder På Snor" (ORKA Remix) - 4:12
2. "Kelling" (Midi Lidi Remix) - 5:03
3. "Farin Uttan At Verda Vekk" (Carmen Rizzo Remix) - 4:39
4. "Kroppar / Stand Up" (Omnia Remake) - 4:07
5. "Marsk" (Pawel Rychert (Pchelki) Remix) - 5:19
6. "Seersken" (Transglobal Underground Remix) - 5:16
7. "Under Bølgen Blå" (Søren Bendixen Remix) - 7:03
8. "Kraka" (The Kenneth Bager Experience Remix) - 6:12
9. "Sjón" (Euzen Remake) - 6:09
10. "Koder På Snor" (Faun Remix) - 6:21

## Personel
- Anna Katrin Egilstrøð (sang, santur, sansula, percussion, sampler)
- Juan Pino (davul, cajón, e-bow, dulcimer, percussion, sampler, sang)
- Christopher Juul (keyboard, sampler)
- Søren Hammerlund (drejelire, mandola, bouzouki, nøgleharpe, sampler)
- Martin Seeberg (viola, cello, fløjter, lyre, jødeharper, sang)